# Šrínivása Rámanudžan
Šrínivása Rámanudžan (tamilsky: சீனிவாச இராமானுஜன், v přepisu Šrínivása Rámánudžan; 22. prosince 1887 Írótu, Britská Indie – 26. dubna 1920, Madrás, Britská Indie) byl mimořádně talentovaný indický matematik. Do široké oblasti jeho matematických zájmů patřily např. heuristické aspekty v teorii čísel nebo sumační formule pro matematické konstanty jako π.

## Raná léta a vzdělání
Rámanudžan byl nejstarším ze tří synů. Jeho otec byl účetním v obchodě s oděvy v Kumbakonamu. Jeho matka byla přesvědčena o velikosti svého syna a po celý život ho chránila a snažila se mu pomáhat.
Když bylo Rámanudžanovi sedm let, byl poslán do základní školy v Kumbakonamu. Během školní docházky překvapoval své spolužáky a učitele neobyčejnou představivostí a neuvěřitelnou zběhlostí v aritmetice, algebře, geometrii, v teorii čísel a trigonometrii.
Jeden z učitelů základní školy měl takovou důvěru v matematické schopnosti Rámanudžana, že mu svěřil sestavení bezkonfliktního rozvrhu hodin 30 učitelů.
V listopadu 1897 při oblastních zkouškách základních škol byl Rámanudžan nejúspěšnějším žákem a díky tomu mohl začít studovat na městské střední škole v Kumbakonamu. Zde studoval v letech 1897 až 1903, kdy úspěšně vykonal maturitní zkoušku. Během studia na této škole Rámanudžan získal řadu cen za své matematické dovednosti.
V roce 1903 Rámanudžan získal knihu, která probudila jeho matematického génia. Šlo o dílo G. S. Carra A synopsis of Elementary Results, a book of Pure Mathematics publikovanou v roce 1896, která obsahovala věty, vzorce a analytické metody s řadou příkladů. Carr v knize uvedl 4865 vzorců bez důkazů z oborů algebry, trigonometrie, analytické geometrie a z matematické analýzy. Rámanudžan se rozhodl bez pomoci jakýchkoli dalších knih dokázat vztahy a vzorce uvedené v knize. Důkazem každého vztahu Rámanudžan obvykle objevil řadu dalších a tak sám pro sebe položil základy vyšší matematiky. V té době začal publikovat první výsledky ve svých Poznámkách.
V roce 1904 začal studovat na Univerzitě v Madrasu. Kvůli zájmu o matematiku zanedbával studium ostatních předmětů. Svému učiteli matematiky však přinášel řadu originálních výsledků týkajících se konečných a nekonečných řad. Jelikož však neprospěl z angličtiny a fyziologie, nepostoupil v lednu 1905 do vyšší třídy a ztratil stipendium. O rok později se sice ke studiu vrátil, v roce 1907 ale při zkouškách uspěl bez problémů pouze v matematice, v ostatních předmětech nezískal dostatek bodů. Tím skončilo jeho formální vzdělání.

## Dospělost

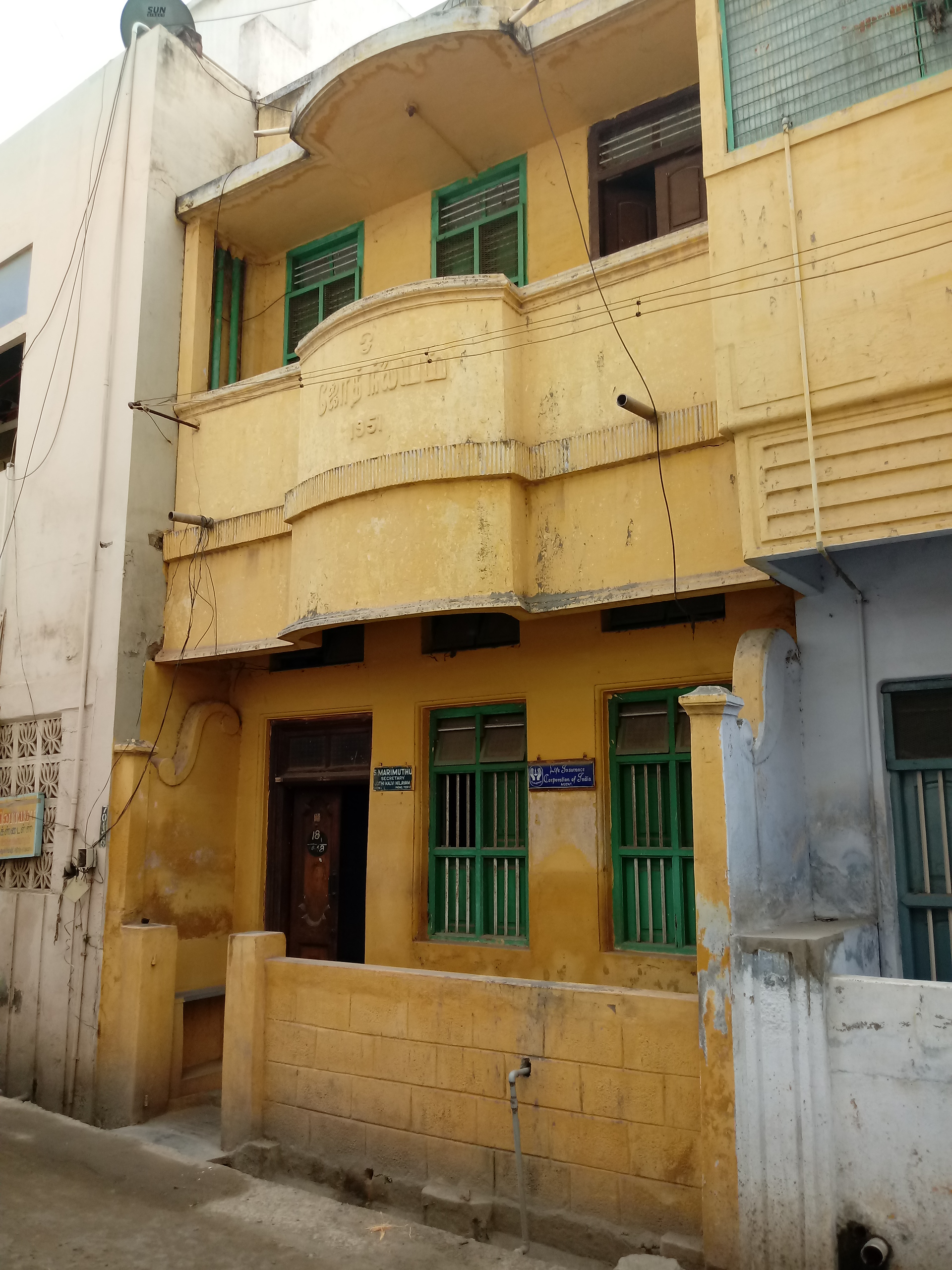
Rámanudžanův rodný dům

V letech 1907 až 1912 Rámanudžan zoufale hledal nějakého mecenáše a začal navazovat kontakty s lidmi, kteří mu mohli pomoci při hledání práce pro zajištění živobytí. Ve svých 18 až 25 letech se tak dostal do krize, která ohrozila jeho matematickou kariéru. Přes obtížné životní podmínky a boj o každodenní přežití Rámanudžan dál zaznamenával své matematické výsledky ve svých Poznámkách.
V této době se zabýval např. metodou konstrukce magických čtverců, studiem zlomků, prvočísel, divergentních a hypergeometrických řad, modulárních rovnic, Bernoulliho čísel, Riemannovy zeta funkce nebo eliptických funkcí.
V roce 1908 se zasnoubil s devítiletou Janaki, s níž se v následujícím roce oženil.
V roce 1910 se Rámanudžanovi konečně podařilo získat mecenáše, profesora V. Ramaswamyho Iyera, zakladatele Indické matematické společnosti. V roce 1912 začal pracovat jako úředník, později získal špatně placené místo v účetním oddělení společnosti Madras Port Trust.
V té době Rámanudžan zjistil, že dosud nebyl nalezen žádný určitý výraz pro počet prvočísel menších než dané číslo. Byl přesvědčen, že se mu takový výsledek podařilo najít. Díky tomu se dostal do kontaktu s významným anglickým matematikem G. H. Hardym, členem britské Královské společnosti a přednášejícím matematiky na Univerzitě v Cambridge, který pak dalších deset let vedl jeho práci.

## Pobyt v Anglii
Na jaře 1914 přijel Rámanudžan do Londýna. Přestože do té doby prostudoval kromě zmíněné knihy G. S. Carra jen několik dalších knih, v Anglii brzy držel krok a někdy měl dokonce náskok před tehdejším matematickým poznáním. Doplnil si znalosti a brzy svými brilantními schopnostmi přispěl k evropské matematice první poloviny 20. století. Studoval v té době známé i dosud neprobádané problémy. Nalezl například funkcionální rovnici zeta funkce, zabýval se významnými problémy analytické teorie čísel, a přitom nic nevěděl o dvojitě periodické funkci nebo Cauchyově větě a měl jen mlhavé představy o funkci komplexní proměnné. Matematické důkazy neprováděl standardním způsobem, byly výsledkem uvažování, představ a indukce, a jeho výsledky snad mohly být i výsledkem intuice, vnuknutí či zjevení.
V únoru 1918 byl Rámanudžan zvolen členem Královské společnosti, přičemž tehdy bylo vyzdviženo zejména jeho bádání v oblasti eliptických funkcí a teorie čísel.
V říjnu téhož roku se Rámanudžan stal členem Trinity College. Zvolení bylo spojeno s cenou ve výši 250 liber ročně po dobu šesti let, což pro něj bylo velkou pobídkou. V té době objevil některá ze svých nejkrásnějších matematických tvrzení.
Celkem v letech 1914 až 1918 Rámanudžan na Univerzitě v Cambridge zformuloval na 3000 pouček. Jeho rovnice byly přesto teprve nedávno[kdy?] aplikovány na poli krystalografie a ve fyzice.
Poté se však začal zhoršovat jeho zdravotní stav. Trpěl horečkami, ztrácel na váze a propadal se do depresí. Na jaře 1919 se vrátil do Indie, kde se chtěl zotavit. Jeho zdravotní stav se tam však ještě zhoršil, znovu trpěl horečkami a těžkými záchvaty bolestí žaludku. Navzdory nemoci se Rámanudžan snažil vědecky pracovat. V posledním dopise profesoru G. H. Hardymu v lednu 1920 napsal, že připravuje práci o tom, co nazýval „klamné" theta funkce.
Rámanudžan zemřel na jaře 1920 ve věku 32 let.
Profesor Hardy byl Rámanudžanovou smrtí těžce zasažen. Srovnával ji se smrtí jiných velkých matematiků, jako byli Évariste Galois, který zemřel jako dvacetiletý, Niels Henrik Abel, který se dožil 26 let, nebo Bernhard Riemann, který zemřel ve věku 39 let.
V roce 2015 o něm byl natočen britský životopisný film Muž, který poznal nekonečno.

## Dílo – výběr
- (anglicky) RAMANUJAN, Srinivasa; HARDY, G. H.; SESHU AIYAR, P. V.; WILSON, B. M.; BERNDT, Bruce C. Collected Papers of Srinivasa Ramanujan. [s.l.]: AMS, 2000. ISBN 0-8218-2076-1.

Tato kniha byla původně vydána v roce 1927 po Rámanudžanově smrti. Obsahuje 37 článků publikovaných v odborných časopisech Rámanudžanem během jeho celého života.
- (anglicky) S. Ramanujan. Notebooks (2 Volumes). Bombay: Tata Institute of Fundamental Research, 1957.

Tyto knihy obsahují fotokopie původních poznámek, tak jak si je Rámanudžan zapsal.
- (anglicky) S. Ramanujan. The Lost Notebook and Other Unpublished Papers. New Delhi: Narosa, 1988. ISBN 3-540-18726-X.

Tato kniha obsahuje fotokopie stránek jeho díla "Lost notebook".
- (anglicky) Problems posed by Ramanujan, Journal of the Indian Mathematical Society.
- (anglicky) S. Ramanujan. Notebooks (2 Volumes). Bombay: Tata Institute of Fundamental Research, 2012.

#### Biografické odkazy
- (česky) Jiří Fiala: Šrínivása Rámanudžan a svět krásných formulí
- (anglicky) Krátká Rámanudžánova biografie

#### Mediální odkazy
- (anglicky) BBC radio programme about Ramanujan - episode 5
- (anglicky) Biografická píseň o jeho životě

#### Ostatní odkazy
- (anglicky) Rámanudžánova matematická cena
- (anglicky) RAMANUJAN — Essays and Surveys Archivováno 3. 12. 2006 na Wayback Machine.